# Ophicrania lineatus
Ophicrania lineatus är en insektsart som först beskrevs av Brunner von Wattenwyl 1907.  Ophicrania lineatus ingår i släktet Ophicrania och familjen Phasmatidae. Inga underarter finns listade i Catalogue of Life.